# Gymnogramma cantoniense
Gymnogramma cantoniense là một loài dương xỉ trong họ Pteridaceae. Loài này được Bak.in Hk. mô tả khoa học đầu tiên năm 1887.
Danh pháp khoa học của loài này chưa được làm sáng tỏ. 